# Vittaria owariensis
Vittaria owariensis är en kantbräkenväxtart som beskrevs av Fée. Vittaria owariensis ingår i släktet Vittaria och familjen Pteridaceae. Inga underarter finns listade.